# タイタンフォールシリーズ
『タイタンフォールシリーズ』（英: Titanfall series）は、アメリカ合衆国のリスポーン・エンターテインメントが開発し、エレクトロニック・アーツから発売されている未来を舞台にしたファーストパーソン・シューティングゲームシリーズである。

## 概要
物語の舞台は遠い未来の話である。人類はジャンプドライブと呼ばれるシステムが開発され、光年単位の長距離移動が瞬時に可能になったことで、宇宙開拓へと乗り出していった。地球によく似た環境を持つ惑星群フロンティアが、研究によって発見される。人類はフロンティア開拓を計画し、巨大企業であるInterstellar Manufacturing Corporation（略 IMC）が行った。そのIMCが新事業としてフロンティアへの移住プランを発表し、人類をフロンティアへの移住の支援を行う事業を始めた。支援の一部には、二足歩行の巨大ロボットタイタンの支給も含まれた。開戦前はタイタンは兵器では無く、作業用の大型ロボットとして利用されていた。
その後、IMCがフロンティア開拓に関する事業の全てを中止し、移民への支援も停止してしまったが、IMCがフロンティアに戻ってくると、支援なしで発展を遂げた住民達に対し、初期の開拓を行っていたこと、移住や開拓を支援していたことを理由に、フロンティアの全資源の所有権を主張。反対するものには武力を行使するという圧制を始めてしまった。IMCと住民達内で対立がおき、フロンティア戦争が開戦されるのである。IMCは改造した戦闘用タイタンを投入し、戦争が長期過激化していくことになるというストーリーである。

## ゲームモード
基本的にオンライン対戦（インターネット）であり、プレイヤー対プレイヤーでデスマッチする事がメインである。ゲームで使用するキャラクターは、壁を走る事や戦闘ロボットタイタンに乗り込み、操作する事もできる（『エーペックスレジェンズ』を除く）。
タイタンフォールシリーズには特殊能力を使用できるキャラクターなども使用出来る。また、タイタンで人間を踏み潰すと、人間の体がバラバラになるという、グロテスクな表現も含まれている。

## シリーズ一覧

### メインシリーズ
| 2014 | タイタンフォール                |
| 2015 |                                 |
| 2016 | タイタンフォール 2              |
| 2017 | タイタンフォール:アサルト       |
| 2018 |                                 |
| 2019 | エーペックスレジェンズ          |
| 2020 |                                 |
| 2021 |                                 |
| 2022 | エーペックスレジェンズ モバイル |

| ゲーム名                  | Metacritic                                                         |
| ------------------------- | ------------------------------------------------------------------ |
| タイタンフォール          | PC: 86/100 Xbox One: 86/100 Xbox 360: 83/100                       |
| タイタンフォール 2        | PC: 86/100 PS4: 89/100 Xbox One: 87/100                            |
| タイタンフォール:アサルト | iOS: 73/100                                                        |
| エーペックスレジェンズ    | PC: 88/100 PS4: 89/100 Xbox One: 88/100 Switch: 54/100 iOS: 79/100 |

#### タイタンフォール
2014年3月に発売されたシリーズ1作目。対応プラットフォームはMicrosoft Windows、Xbox One、Xbox 360。今作はストーリーモードがなく、オンラインモード専用ゲームとなっている。キャンペーンモードはマルチプレイと統合されており、マルチプレイの戦闘中にストーリーの演出が発生する。
2021年12月2日に新規販売を終了し、2022年3月1日にサブスクリプションサービスでの本作の提供を終了した。

#### タイタンフォール 2
2016年10月28日に発売されたシリーズ2作目。前作から数年後を舞台に戦闘を繰り広げる。対応プラットフォームはMicrosoft Windows、PlayStation 4、Xbox One。シングルプレイキャンペーンを初めて搭載した。
前作と大幅に違う点においてマルチプレイモードでは、勝敗が決してもそこで試合終了ではなく、負けた側は撤退戦、勝った側は追撃戦に入る。

### スピンオフ作品

#### タイタンフォール:アサルト
ネクソンにより配信されていたスマートフォン用アプリである。欧米では2017年8月10日サービス開始。基本プレイ無料（アイテム課金制）。日本での提供はされていない。
2018年7月30日にサービスが終了された。

#### エーペックスレジェンズ
2019年2月4日に基本プレイ無料で配信されたバトルロイヤル形式のヒーローシューター。『タイタンフォール2』から30年後を舞台にしている。対応プラットフォームはMicrosoft Windows（Origin、Steam）、PlayStation 4、Xbox One、Nintendo Switch。シングルプレイキャンペーンモードは無い。
本作はタイタンフォールシリーズの一作だが、新しい知的財産として扱われている。開発段階ではタイタンがテストされたが、ゲームにフィットしなかったため登場は見送られた。タイタンフォールシリーズの中では、最も知名度が高く、高い利益を出した。2021年の1年間のプレイヤー数は1億7500万人以上超えるプレイヤーが参加していた事を公式ツイッターにて発表された。

### 開発中止作品
- タイタンフォール・フロントライン - 2017年1月に開発が中止される事を発表[38][39][40]。
- タイタンフォール オンライン - 2018年7月9日に開発が中止される事を発表[41][42]。
- タイタンフォール・レジェンズ - 2023年2月2日に開発が中止になったと報道された[43]。本作はタイタンフォールの他、スピンオフ作品の『エーペックスレジェンズ』と本編のタイタンフォールを合体させた作品である[43][44]。

## 製作
タイタンフォールシリーズを製作したのはモハマッド・アラヴィーと呼ばれる人物である。彼は2つの顔を持っている。18年に渡って、コール オブ デューティシリーズで知られるInfinity Wardとタイタンフォールシリーズのリスポーン・エンターテインメントの2つの企業でゲーム開発に携わってきた。このうち11年間は、リスポーン・エンターテインメントで活躍しており、同時に設立などにも関与している。
しかしその後、アラヴィーはリスポーン・エンターテインメントを退社した。

## 規制による問題
エーペックスレジェンズをプレイ中に正常に動かなくなるという現象が発生した。この現象は欧米では確認されず、日本の一部地域のみで確認された。日本では、コンピュータエンターテインメントレーティング機構（CERO）による規制が厳しく、日本版では専用のゴア表現機能が含まれているのが原因というのが分かった後、全シリーズ通して、ゴア表現機能が含まれている事が判明した。